# Marion (Kentucky)
Marion è una città degli Stati Uniti d'America, situata nello Stato del Kentucky, nella contea di Crittenden, della quale è il capoluogo.